# سلوى السعيد
سلوى السعيد (مواليد 1945 في جنين) هي شاعرة وإعلامية أردنية من أصول فلسطينية ومقيمة في الولايات المتحدة الأمريكية، وهي أحد أعضاء رابطة الكتاب الأردنيين. لها عدة دواوين شعرية يغلب عليها الطابع الوطني الفلسطيني، كما أنها عملت مقدمة برامج ومديرة برنامج الأسرة في الإذاعة الأردنية في فترة الثمانينيات.

## المسيرة المهنية
ولدت الكاتبة والشاعرة سلوى السعيد في مدينة جنين عام 1945، ونالت شهادة البكالوريوس في الفلسفة وعلم النفس من جامعة كاليفورنيا عام 1975. ثم انتقلت للعمل الإذاعي والتلفزيوني، حيث كتبت العديد من المسلسلات الإذاعية والتلفزيونية ما بين عامي 1975-1982، وقد تم تعيينها رئيس قسم «الأسرة والمجتمع» في الإذاعة حتى عام 1988. عملت في صحيفة بيروت تايمز التي تصدر في الولايات المتحدة الأمريكية، وكان لها عمود أسبوعي في جريدة الشعب. عملت في حقل التدريس لمدة 10 سنوات، ثم عملت مع منظمة اليونسكو لمدة عام.

## المؤلفات
- أغاريد للحب والمنفى، عمّان، 1985.
- صرخات على جدار الصمت، عمّان، 1987.
- اشتعالات امرأة كنعانية، عمّان، 1988.
- نوارس بلا أجنحة، بيروت، 1992.
- أدعوك لهذا الاحتراق
- الحبيب الذي في ردائي